# Francis Sejerstad
Francis Sejersted (Oslo, 8 de febrero de 1936 – Oslo, 25 de agosto de 2015) fue un profesor de historia noruego y presidente del Comité Noruego del Nobel (que selecciona los galardonados de los Nobel) desde 1991 hasta 1995.

## Biografía
Sejersted hizo el servicio militar en el famoso programa de lenguaje ruso de las Fuerzas Armadas de Noruega. Posteriormente estudió historia, filología nórdica y literatura en la Universidad de Oslo en 1965 y el doctorado en 1973. En 1962 Francis Sejersted fue presidente de la Asociación de Estdiantes Noruegos representando la ala estudiantil del Partido Conservador Noruego, un partido con el estuvo afiliado.
Desde 1971 hasta 1973 Sejersted fue docente en historia en la Universidad de Oslo y posteriormente fue profesor de historia económica en esa misma institución hasta 1998. Des 1988 a 1998 ejerció de Director del Centro de Tecnología y Cultura en la Universidad de 1999 hasta su muerte en 2015. Como historiador, el campo de Sejersted fue la historia económica, tecnológica y política de los países escandinavos desde la Guerra Napoleónica hasta la Segunda Guerra Mundial. De 1971 a 1975 fue editor del Historisk Tidsskrift ("Revisión histórica") y desde 1984 fue Coeditor de Nytt norsk tidsskrift.
Sejersted fue miembro fue miembro de la junta del Instituto de Estudios Culturales Comparados (1974-1982) y del Consejo Noruego de Investigación para la Investigación Básica (1980-1983), así como Presidente del Consejo Noruego de Política Científica (1984-1988).
Sejersted fue miembro del Comité Noruego del Nobel de 1982 a 1999, y de 1991 a 1995 como presidente. De 1990 a 1999 fue miembro de la Fundación Nobel en Estocolmo. De 1996 dirigió la Comisión de Libertad de Expresión de Noruega y fue Presidente de la Fundación para la Libertad de Expresión en 2000. En 1985 ingresó en la Academia Noruega de Ciencias y Letras, en 1989 en la Academia Europæa, en la Real Academia Danesa de Ciencias en 1993, en la Academia Noruega de Ciencias Tecnológicas en 1995, en la Real Academia Sueca de Ciencias en 1997 y finalmente en 2001 en la Real Sociedad Noruega de Ciencias y Letras. También fue miembro de la Academia Noruega de Lengua y Literatura. En 1999 se convirtió en doctor honoris causa en la Universidad de Linköping, Suecia. Francis Sejersted fue Comendador de la Real Orden Noruega de San Olav, de la Orden de Dannebrog de Dinamarca y de la Orden de la Estrella Polar de Suecia..
Sejersted sufrió una larga enfermedad y murió el 25 de agosto de 2015 en Oslo a la edad de 79 años.